# Sea-Bird II
Sea-Bird II (1962-1973), dit Sea Bird, est l'un des chevaux de course les plus célèbres du XXe siècle dans les courses de plat. Il a remporté le Prix de l'Arc de Triomphe et le Derby d'Epsom en 1965 et il est considéré comme l'un des meilleurs chevaux de l'histoire des courses.

## Carrière de courses

Casaque de Jean Ternynck

Sea Bird fut confié aux bons soins du grand entraîneur Étienne Pollet à Chantilly. Alezan brûlé, d'un grand modèle, il fit des débuts victorieux en septembre à Chantilly, puis s'imposa dans le Critérium de Maisons Laffitte sur 1 400 mètres, devançant d'une encolure la pouliche Blabla, appelée elle aussi à figurer parmi les meilleurs éléments de sa génération. Sur les 1 600 mètres du Grand Critérium, Sea Bird devait connaître la seule défaite de sa carrière : finissant très vite comme à son habitude, il échoue face à Grey Dawn, un autre élève d’Étienne Pollet qu'avait choisi de monter son jockey habituel, l'Australien Pat Glennon.
Considéré comme l'un des meilleurs poulains de sa génération, mais pas forcément comme un prodige, Sea Bird fait son retour au printemps 1965 en gagnant le Prix Greffuhle. Il enchaîne avec le Prix Lupin, qu'il survole par 6 longueurs devant Diatome, récent vainqueur du Prix Noailles. Au lieu de s'aligner au départ du Prix du Jockey-Club, il s'en va défier les Anglais dans le Derby d'Epsom, où, devant 250 000 spectateurs, il fait une véritable démonstration, gagnant de deux longueurs tout en étant largement ralenti par Glennon, devant l'excellent Meadow Court. Le poulain a changé de statut, son talent hors normes est désormais reconnu. Il a quelque chose de plus, une classe folle, un style dévastateur. Durant l'été, il remporte facilement le Grand Prix de Saint-Cloud, dernière étape avant son objectif de fin d'année, le Prix de l'Arc de Triomphe.
Pour entrer dans la légende, Sea Bird devait avoir des adversaires de valeur. Il n'en manquait pas dans cette édition 1965 du Prix de l'Arc de Triomphe, l'une des plus relevées de l'histoire. Outre Sea Bird, deux autres derby-winners se présentaient au départ : Meadow Court, qui après sa défaite à Epsom avait fait sien l'Irish Derby et les King George et Reliance, lauréat d'un Prix du Jockey-Club d'un niveau exceptionnel, et qui aurait fait figure de grand champion s'il n'était pas né la même année que Sea Bird. Chose rare, un Américain et un Russe avaient fait le déplacement. Tom Rolfe, un fils de Ribot, avait empoché les Preakness Stakes et terminé  deuxième des Belmont Stakes et troisième du Kentucky Derby. Quant au Russe Anilin, il était considéré dans son pays comme un phénomène, ayant notamment empoché le Derby russe (il était complètement inconnu en Europe, mais sa présence en pleine guerre froide suscita une grande curiosité). Pour compléter le tableau, on notait la présence d'anciens adversaires de Sea Bird, tels Diatome, brillant dauphin du Jockey Club, et Blabla, sacrée dans le Prix de Diane.
La course est d'une absolue limpidité. Dès le départ, l'allure est rapide. À mesure que la course se déroule, Sea Bird semble aller de mieux en mieux. Son jockey, Pat Glennon, le tient sur ses rênes courtes, comme à son habitude, réfrénant son ardeur, et le poulain s'appuie, la tête haute, ne demandant qu'à accélérer. À l'entrée de la ligne droite, Tom Rolfe et Meadow Court ont déjà déposé les armes. Du reste du peloton, seul Reliance et dans une moindre mesure Diatome semblent en mesure de suivre Sea Bird, sur lequel Glennon a légèrement ouvert les doigts, permettant au poulain de changer de vitesse. Quelques foulées plus loin, le prodige s'envole et creuse l'écart, tout en versant complètement sur sa gauche. Ralenti par son partenaire qui craint une franche dérobade, il possède encore six longueurs d'avance au passage du poteau. Les derniers 300 mètres de la course sont éblouissants, car si le poulain avait galopé droit, il aurait gagné avec au moins dix longueurs d'avance. Mais il était écrit que Sea Bird ne devait pas entrer dans la légende par le plus court des chemins. Derrière, Reliance est le seul à garder un peu de contenance en prenant la deuxième place - il aurait fait un très beau vainqueur. Ensuite, c'est l'hécatombe : le peloton a explosé, et les concurrents terminent éparpillés. Diatome est troisième, devant Free Ride (vainqueur au printemps du Prix Ganay) et Anilin. 
Le triomphe de Sea Bird marque aussi ses adieux, après 7 victoires en 8 courses. Timeform lui octroie un rating de 145, soit le plus haut jamais donné jusqu'à l'avènement de Frankel, près de 50 ans plus tard. Cela justifie à sa manière que le poulain soit souvent considéré comme le cheval du siècle. C'est d'ailleurs la place qu'il occupe, devant Secretariat et Ribot dans le classement proposé par John Randall et Tony Morris dans leur livre de référence A Century of Champions.

### Résumé de carrière
| Date         | Hippodrome       | Pays        | Course                        | Distance    | Jockey      | Place       | Écart       | Vainqueur ou deuxième |
| 1964, 2 ans  | 1964, 2 ans      | 1964, 2 ans | 1964, 2 ans                   | 1964, 2 ans | 1964, 2 ans | 1964, 2 ans | 1964, 2 ans | 1964, 2 ans           |
| ------------ | ---------------- | ----------- | ----------------------------- | ----------- | ----------- | ----------- | ----------- | --------------------- |
| 2 septembre  | Chantilly        | France      | Prix de Blaison               | 1 400 m     | Pat Glennon | 1er / 8     | enc.        |                       |
| 18 septembre | Maisons-Laffitte | France      | Critérium de Maisons-Laffitte | 1 400 m     | Pat Glennon | 1er / 7     | enc.        | Blabla                |
| 11 octobre   | Longchamp        | France      | Grand Criterium               | 1 600 m     | M. Larraun  | 2e / 11     | 2           | Grey Dawn             |
| 1965, 3 ans  |                  |             |                               |             |             |             |             |                       |
| 4 avril      | Longchamp        | France      | Prix Greffulhe                | 2 100 m     | Pat Glennon | 1er / 9     | 3           | Corduroy              |
| 16 mai       | Longchamp        | France      | Prix Lupin                    | 2 100 m     | Pat Glennon | 1er / 7     | 6           | Diatome               |
| 2 juin       | Epsom            | Royaume-Uni | Derby                         | 2 400 m     | Pat Glennon | 1er / 22    | 2           | Meadow Court          |
| 4 juillet    | Saint-Cloud      | France      | Grand Prix de Saint-Cloud     | 2 400 m     | Pat Glennon | 1er / 9     | 2 ½         | Couroucou             |
| 3 octobre    | Longchamp        | France      | Prix de l'Arc de Triomphe     | 2 400 m     | Pat Glennon | 1er / 20    | 6           | Reliance              |

## Au haras
Avant le Prix de l'Arc de Triomphe, l'éleveur américain John W. Galbreath avait payé à Jean Ternynck, le propriétaire du cheval, la somme record de 1,5 million de dollars pour louer la carrière d'étalon de Sea Bird pour cinq saisons de monte à Darby Dan Farm, dans le Kentucky, où officiait un autre géant, Ribot. Le soir même de la course, l’annonce est officielle : Sea Bird s'envole pour les États-Unis et ne reviendra en France qu'en 1972. Il mourra malheureusement l'année suivante, d'une crise de coliques.
Sea Bird est mort précocement, mais il put tout de même engendrer Allez France (Prix de l'Arc de Triomphe 1974), ainsi que Little Current (Preakness Stakes et Belmont Stakes), Gyr (deuxième du Derby d'Epsom du phénomène Nijinsky), le bon Arctic Tern (son principal continuateur au haras), le crack sur les obstacles Sea Pigeon, ou encore la mère du champion King's Swan.

## Origines
Sea Bird est né au haras de son éleveur et propriétaire, Jean Ternynck, un industriel du textile roubaisien.  Sa mère, Sicalade ne parut que deux fois sur un champ de courses, à 2 ans. Elle n'y montra guère de disposition pour la compétition, néanmoins son origine en faisait une poulinière prometteuse. Elle est en effet issue du champion Sicambre (Prix du Jockey Club, Grand Prix de Paris), un étalon de premier plan, et de Marmelade (par Maurepas), une sœur de pouliches de valeurs : Camargue II (Prix de Malleret), et surtout la classique Camarée, lauréate des 1000 Guinées. Sicalade fut présentée à un jeune étalon également bien né, d'origine américaine, Dan Cupid, fils du grand Native Dancer et d'une fille d'un demi-frère du chef de race Hypérion.
Jean Ternynck avait vu gagner Maurepas et, subjugué par les allures et le modèle de ce cheval, il s'était juré d'en acquérir un produit quand il serait étalon. Il dût malheureusement déchanter car Maurepas s'avéra un piètre reproducteur, ne réussissant à remplir que 2 à 3 juments par an. Jean Ternynck était presque résigné quand l'un de ses amis lui téléphona une grande nouvelle "J'ai vu une petite jument grise, elle est petite, elle est affreuse, elle a couru en obstacles sans jamais rien gagner, mais elle est pleine de Maurepas". C'était Couleur qui fut pleine de Maurepas 3 années de suite, donnant successivement Camargue II, Camarée et Marmelade, la grand-mère de Sea Bird.

### Pedigree
| Origines de Sea Bird (FR), mâle alezan né en 1962 | Origines de Sea Bird (FR), mâle alezan né en 1962 | Origines de Sea Bird (FR), mâle alezan né en 1962 | Origines de Sea Bird (FR), mâle alezan né en 1962 |
| ------------------------------------------------- | ------------------------------------------------- | ------------------------------------------------- | ------------------------------------------------- |
| Père Dan Cupid                                    | Native Dancer                                     | Polynesian                                        | Unbreakable                                       |
| Père Dan Cupid                                    | Native Dancer                                     | Polynesian                                        | Black Polly                                       |
| Père Dan Cupid                                    | Native Dancer                                     | Geisha                                            | Discovery                                         |
| Père Dan Cupid                                    | Native Dancer                                     | Geisha                                            | Miyako                                            |
| Père Dan Cupid                                    | Vixenette                                         | Sickle                                            | Phalaris                                          |
| Père Dan Cupid                                    | Vixenette                                         | Sickle                                            | Selene                                            |
| Père Dan Cupid                                    | Vixenette                                         | Lady Reynard                                      | Gallant Fox                                       |
| Père Dan Cupid                                    | Vixenette                                         | Lady Reynard                                      | Nerva                                             |
| Mère Sicalade                                     | Sicambre                                          | Prince Bio                                        | Prince Rose                                       |
| Mère Sicalade                                     | Sicambre                                          | Prince Bio                                        | Biologie                                          |
| Mère Sicalade                                     | Sicambre                                          | Sif                                               | Rialto                                            |
| Mère Sicalade                                     | Sicambre                                          | Sif                                               | Suavita                                           |
| Mère Sicalade                                     | Marmelade                                         | Maurepas                                          | Aethelstan                                        |
| Mère Sicalade                                     | Marmelade                                         | Maurepas                                          | Broceliande                                       |
| Mère Sicalade                                     | Marmelade                                         | Couleur                                           | Biribi                                            |
| Mère Sicalade                                     | Marmelade                                         | Couleur                                           | Colour Bar (famille 2-n)                          |